# Сенчагов, Вячеслав Константинович
Вячесла́в Константи́нович Сенчагов (7 марта 1940, Москва — 25 января 2016, там же) — советский государственный деятель, советский и российский учёный-экономист, председатель Государственного комитета СССР по ценам (1989—1991).

## Биография
Родился в Москве 7 марта 1940 года.

### Образование
В 1964 году — окончил Московский институт народного хозяйства. Доктор экономических наук (1975), профессор.
В 1968 году защитил диссертацию на соискания ученой степени кандидат экономических наук — «Вопросы эффективности и платности основных фондов».
В 1975 году защитил диссертацию на соискания ученой степени доктора экономических наук — «Проблемы измерения и стимулирования эффективности основных фондов».

### Деятельность
- 1958—1959 годы — рабочий строительного треста № 122, Бийск.
- 1959—1964 годы — учился в институте.
- 1964—1965 годы — младший научный сотрудник Института электронных управляющих машин министерства приборостроения СССР.
- 1965—1982 годы — старший экономист, эксперт, старший научный сотрудник, заведующий сектором, заместитель директора по научной работе Научно-исследовательского финансового института Минфина СССР.
- 1982—1986 годы — заместитель начальника отдела совершенствования планирования и экономического стимулирования Госплана СССР.
- 1986—1987 годы — директор НИИ планирования и нормативов при Госплане СССР — член коллегии Госплана СССР.
- 1987—1989 годы — заместитель министра финансов СССР, зам. министра — начальник Сводного отдела финансов и денежного обращения.
- 1989—1991 годы — председатель Государственного комитета СССР по ценам.
- 1991—1994 годы — ректор Экономической академии Министерства экономики РФ.
- 1994—1995 годы — директор Института фондового рынка Академии современной экономики РФ.

С 1995 года — руководитель Центра финансово-банковских исследований Института экономики РАН.
С 2012 года — научный руководитель и председатель учёного совета факультета «Анализ рисков и экономическая безопасность» Финансового университета при Правительстве РФ.
Умер 25 января 2016 года в Москве. Похоронен на Калитниковском кладбище.

## Память
- Именем Сенчагова назван один из факультетов Финансового университета при Правительстве РФ.[1]
- 7 марта 2017 года в учебном корпусе Финансового университета на ул. Щербаковская, 38 была открыта аудитория имени Вячеслава Константиновича Сенчагова.[2]

## Отзывы
Из книги В. Н. Осипова «Дубровлаг» (М.: Наш современник, 2003):

«…А через два с половиной года в КГБ явится доносчик В. К. Сенчагов и изменит судьбу многих. Осведомители, вероятно, сами не подозревают, о последствиях своих поступков, о всей длинной цепи одного-единственного „стука“. Мог ли предположить студент Института народного хозяйства имени Плеханова Вячеслав Константинович Сенчагов, что своим доносом от 5 октября 1961 года он не только устроит меня в лагерь на семь лет, но и лишит жилья на тридцать лет! Лишит нормальной работы и положения. И не его заслуга, что в 1991 году в связи с переворотом я был вдруг реабилитирован и получил-таки отобранную после ареста жилплощадь в Долгопрудном. Донос Сенчагова на меня, Кузнецова, Иванова, Хаустова как нельзя кстати пришелся тогдашнему председателю КГБ Шелепину. Последний, как мы теперь знаем, тайно противодействовал Хрущеву с „фундаменталистких“ позиций, мечтал сам о кресле вождя. Любой факт и фактик об опасных замыслах оппозиции становился лишним доводом „железного Шурика“ в пользу твердой линии. Сенчагов же сочинил роскошную утку о террористических намерениях Иванова, Кузнецова и Осипова, мечтавших… подложить бомбу под XXII съезд КПСС. Впрочем, не исключено, что товарищ Шелепин через своих помощников сам же надоумил сексота на необходимые показания. Семь лет, от звонка до звонка, я провел в Дубровлаге Мордовской АССР.»